# Weyregg (Schiff)
Die Weyregg ist ein Fahrgastschiff auf dem Attersee. Das Schiff wird von der Attersee-Schifffahrt betrieben und wird im Linienbetrieb und Charterverkehr eingesetzt. Es verfügt über 185 Sitzplätze auf zwei Decks. 

## Geschichte
Das Schiff wurde unter der Baunummer 235 im Jahr 1989 von der Schiffswerft Schmidt in Oberwinter gebaut und mit dem Namen Weyregg am 1. Juli 1989 bei der Atterseeschifffahrt in Dienst gestellt. Sie soll der letzte Neubau vor der Eröffnung des Konkursverfahrens der Werft gewesen sein.
Wie bei der Stadt Vöcklabruck ist auch bei der Weyregg auf jeder Schiffsseite die Reproduktion eines Werks des Künstlers Gustav Klimt angebracht. Diese Abbildungen stellen die Werke Fischparade und Fischrose dar.

## Einsatz
Das Schiff wird in der Hauptsaison von April bis Oktober im Linienverkehr mit Fahrplan mit diversen Unterwegsstationen auf dem See eingesetzt. Meist erfolgt der Einsatz der Weyregg am Rundkurs Nord, mit den Stationen Seewalchen, Attersee am Attersee, Weyregg und Kammer.